# Vuelta a la Comunidad de Madrid 2007
Die 21. Vuelta a la Comunidad de Madrid war ein Straßenradrennen, dass vom 18. bis 22. Juli 2007 stattfand. Das Etappenrennen wurde über fünf Etappen und eine Distanz von 530,3 Kilometern ausgetragen. Das Rennen war Teil der UCI Europe Tour 2007 und dort in die Kategorie 2.1 eingestuft.
Sieger wurde der Spanier Manuel Lloret vor seinen Landsleuten Ángel Vicioso und Carlos Castaño Panadero.

## Etappen
| Etappe    | Tag      | Start – Ziel                                            | km    | Etappensieger | Führender     |
| --------- | -------- | ------------------------------------------------------- | ----- | ------------- | ------------- |
| 1. Etappe | 18. Juli | Valdelaguna – Valdelaguna                               | 148,3 | Ángel Vicioso | Ángel Vicioso |
| 2. Etappe | 19. Juli | Fuentidueña de Tajo – Belmonte de Tajo (EZF)            | 21    | Manuel Lloret | Manuel Lloret |
| 3. Etappe | 20. Juli | San Sebastián de los Reyes – San Sebastián de los Reyes | 127,5 | Ángel Vicioso | Manuel Lloret |
| 4. Etappe | 21. Juli | Colmenar Viejo – Colmenar Viejo                         | 136,3 | Javier Moreno | Manuel Lloret |
| 5. Etappe | 22. Juli | Madrid – Madrid                                         | 97,2  | Jesús Pérez   | Manuel Lloret |